# Paul von Kleist
Hans Paul Robert Ewald von Kleist (* 1. April 1846 in Erfurt; † 26. Dezember 1926 in Potsdam) war ein preußischer Generalleutnant.

## Leben

### Herkunft
Paul gehörte zur Linie Muttrin-Damen seines in Preußen weit verbreiteten uradeligen, ursprünglich pommerschen Geschlechts. Er war der Sohn des königlich-preußischen Oberforstmeisters Ewald von Kleist (1817–1896) und dessen Ehefrau Caroline Thomas, geborene von Wenwoe (1819–1903).

### Militärlaufbahn
Kleist wurde im elterlichen Hause erzogen. Er besuchte die Gymnasien in Frankfurt (Oder), Elbing und Königsberg. Ab 1861 absolvierte er die Kadettenanstalten in Wahlstatt und Berlin. Anschließend wurde Kleist am 9. April 1864 als charakterisierter Portepeefähnrich dem Leib-Grenadier-Regiment (1. Brandenburgisches) Nr. 8 der Preußischen Armee in Frankfurt (Oder) überwiesen. Mit seinem Regiment wurde er nach Schleswig-Holstein wegen des Krieges gegen Dänemark nachgesandt. Mitte Dezember 1864 erhielt er das Patent zu diesem Dienstgrad und wurde am 11. Oktober 1865 zum Sekondeleutnant befördert.
Als solcher nahm Kleist 1866 während des Krieges gegen Österreich an den Schlachten bei Gitschin und Königgrätz teil. Nach dem Friedensschluss folgte am 30. Oktober 1866 seine Versetzung nach Aurich in das Infanterie-Regiment Nr. 78. Mit diesem Regiment zog er 1870 in den Krieg gegen Frankreich. Er nahm an der Schlacht bei Mars-la-Tour teil, wurde bei Gravelotte durch einen Schuss in den Oberschenkel leicht verwundet und mit dem Eisernen Kreuz II. Klasse ausgezeichnet. Nach seiner Gesundung fungierte er ab 28. November 1870 als Adjutant des I. Bataillons und nahm in dieser Funktion an den Kämpfen bei Beaune-la-Rolande, Beaugency, Tours und Le Mans teil.
Nach dem Frieden von Frankfurt am 14. Oktober 1871 zum Premierleutnant befördert, wurde Kleist am 13. August 1873 auf ein Jahr zur Dienstleistung beim Hannoverschen Jäger-Bataillon Nr. 10 kommandiert. Am 8. Juli 1875 wurde er in das 4. Garde-Regiment zu Fuß versetzt und im April 1877 unter Beförderung zum Hauptmann zum Kompaniechef ernannt. 1893 kam er als Oberstleutnant zum Regimentsstab. 1898 wurde er zum Oberst befördert und zum Kommandeur des Leib-Grenadier-Regiments „König Friedrich Wilhelm III.“ (1. Brandenburgisches) Nr. 8 in Frankfurt (Oder) ernannt. Am 22. Mai 1900 übernahm er das Kommando über die 22. Infanterie-Brigade in Breslau unter gleichzeitiger Beförderung zum Generalmajor. In Genehmigung seines Abschiedsgesuches wurde Kleist am 22. März 1903 zur Disposition gestellt. 1904 erhielt er noch den Charakter als Generalleutnant.
Kleist war Rechtsritter des Johanniterordens.

### Familie
Seit dem 19. Februar 1884 war er mit Marie Freiin von Riese-Stallburg (1863–1951) verheiratet. Aus der Ehe gingen zwei Söhne und eine Tochter hervor.